# Drawsko Pomorskie
Drawsko Pomorskie (deutsch Dramburg) ist eine Kreisstadt und Stadt- und Landgemeinde in der polnischen Woiwodschaft Westpommern mit etwa 12.000 Einwohnern.

## Geographische Lage
Die Stadt liegt in Hinterpommern in der Pommerschen Schweiz im Gebiet des Pommerschen Höhenrückens, auf einer Höhe von 97 m über dem Meeresspiegel, und wird vom Oberlauf des Flusses Drawa (Drage) berührt.  Östlich erstreckt sich ein großes Waldgebiet. Südlich der Stadt liegt der Jezioro Okra (Wuckersee). Stettin im Westen ist etwa 100 km entfernt.
Im Süden der Stadt befindet sich Europas größter Truppenübungsplatz Centrum Szkolenia Wojsk Lądowych Drawsko (Poligon Drawsko), den polnische sowie NATO-Truppen nutzen. Der Truppenübungsplatz und die Umgebung von Drawsko sind ebenfalls regelmäßiger Austragungsort der Rallye Breslau.

## Stadtgeschichte
Vom 7. bis in das 13. Jahrhundert hinein befand sich am Oberlauf des Flusses Drage, wenige Kilometer nördlich des Lübbesees eine slawische Befestigungsanlage. Nachdem die brandenburgischen Kurfürsten um die Mitte des 13. Jahrhunderts das Gebiet von Polen erworben hatten, beauftragten sie im Rahmen ihrer Besiedelungsbestrebungen 1254 Belbucker Prämonstratenser mit der Gründung eines Klosters. Die Pläne scheiterten jedoch, da der vorgesehene Ort zu weit vom Stammkloster entfernt lag und den Ordensmännern das Land wegen seiner Wildnis als ungeeignet erschien. Die Brandenburger hielten jedoch an ihren Plänen fest, und da sich in der Nähe der Burg eine Siedlung entwickelt hatte, erhielten die Prenzlauer Ritter Arnold, Konrad und Johann von Golz von den Markgrafen den Auftrag, den Ort zu einer Stadt zu entwickeln. Durch Ansiedlung deutscher Einwanderer gelang es ihnen, die Ortschaft so weit auszubauen, dass ihr 1297 die brandenburgischen Markgrafen Otto IV. „mit dem Pfeil“ und Konrad I. sowie dessen Söhne das Magdeburger Stadtrecht verleihen konnten. Um die Entwicklung der Stadt weiter zu fördern, erließ ihr Markgraf Ludwig I. von 1338 bis 1350 alle Abgaben. 1350 wurde die Stadt der Adelsfamilie von Wedell als Lehen überlassen. Am 13. Februar 1368 war Dramburg Schauplatz des Friedensschlusses zwischen dem brandenburgischen Markgrafen Otto dem Finner und dem polnischen König Kasimir III. Inzwischen hielt der Zustrom von Siedlern an, sodass sich am Ende des 14. Jahrhunderts am südlichen Drageufer die Dramburger Neustadt entwickelte. 1400 verkaufte Markgraf Sigismund (der spätere Kaiser Sigismund) die Stadt zusammen mit der gesamten Neumark an den Deutschen Orden, der seine Herrschaft jedoch nur bis 1455 ausübte.
Der Franziskanerorden unterhielt Kloster in Dramburg vom 14. Jahrhundert bis 1538, als es infolge der Reformation aufgelöst wurde. Die Reformation war 1537 durch den im selben Jahr konvertierten Franziskaner Faustinus Schliepe in Dramburg eingeführt worden. Ab 1540 war der Johanniterorden Eigentümer der Stadt und blieb es bis zum Jahre 1808. Ein großer Brand zerstörte 1620 weite Teile der Stadt, nur fünf Häuser blieben unversehrt. Fünf Jahre später fielen zahlreiche Einwohner der Pest zum Opfer. Während des Dreißigjährigen Krieges fiel 1638 der schwedische Oberst Beer mit Plünderungen und Brandschatzungen über die Stadt her. Trotz dieser Katastrophen nahm Dramburgs Wirtschaft keinen größeren Schaden. Die Stadt hatte das Stapelrecht für das Kolberger Salz, das über die Drage transportiert wurde, Wollweber und Schumacher waren die bestimmenden Gewerke ausgangs des Mittelalters.

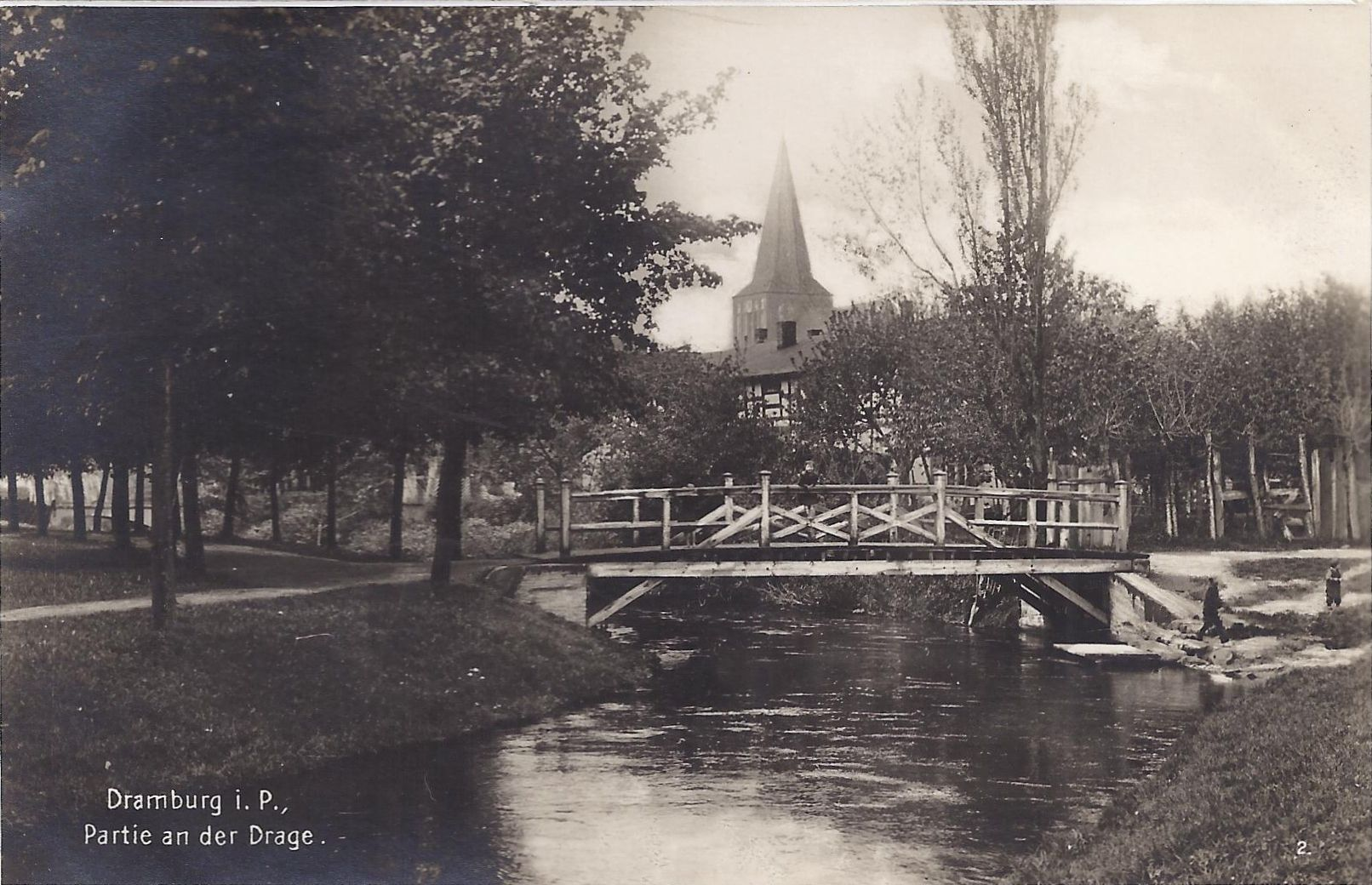
Brücke über den Fluss Drage (1930)

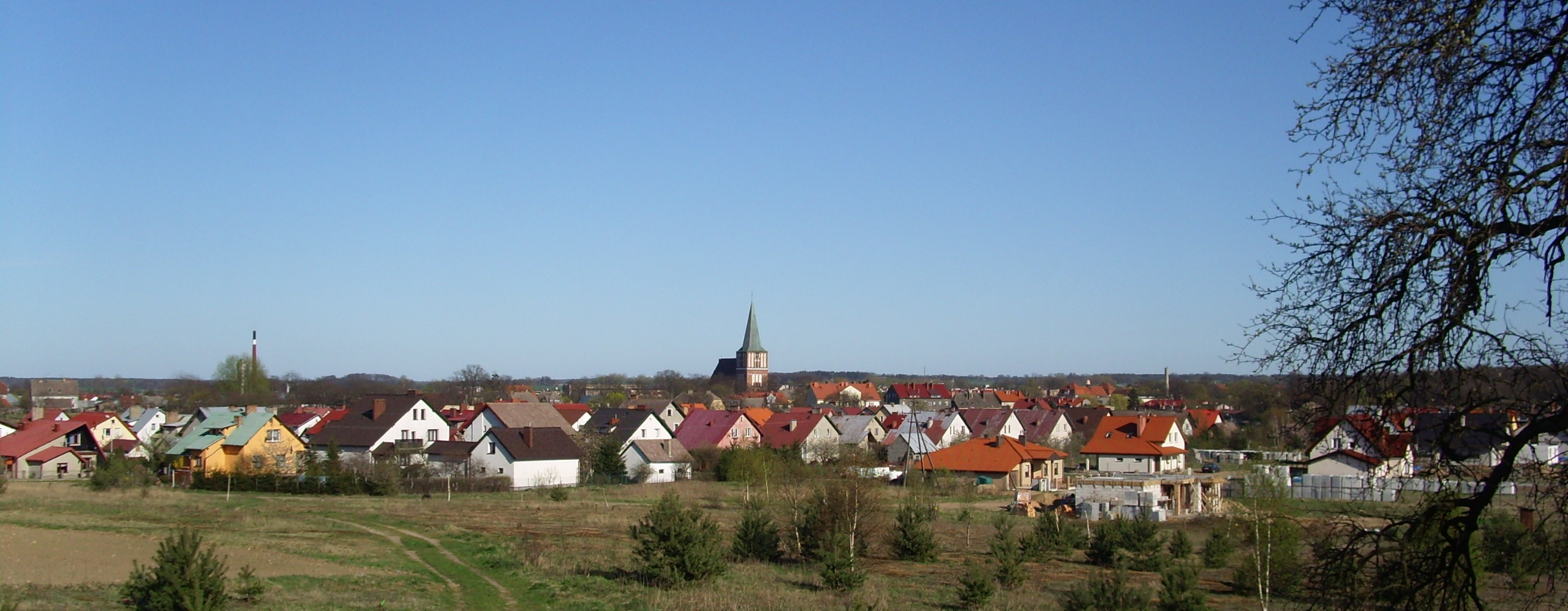
Panorama der Stadt mit der Pfarrkirche als Landmarke

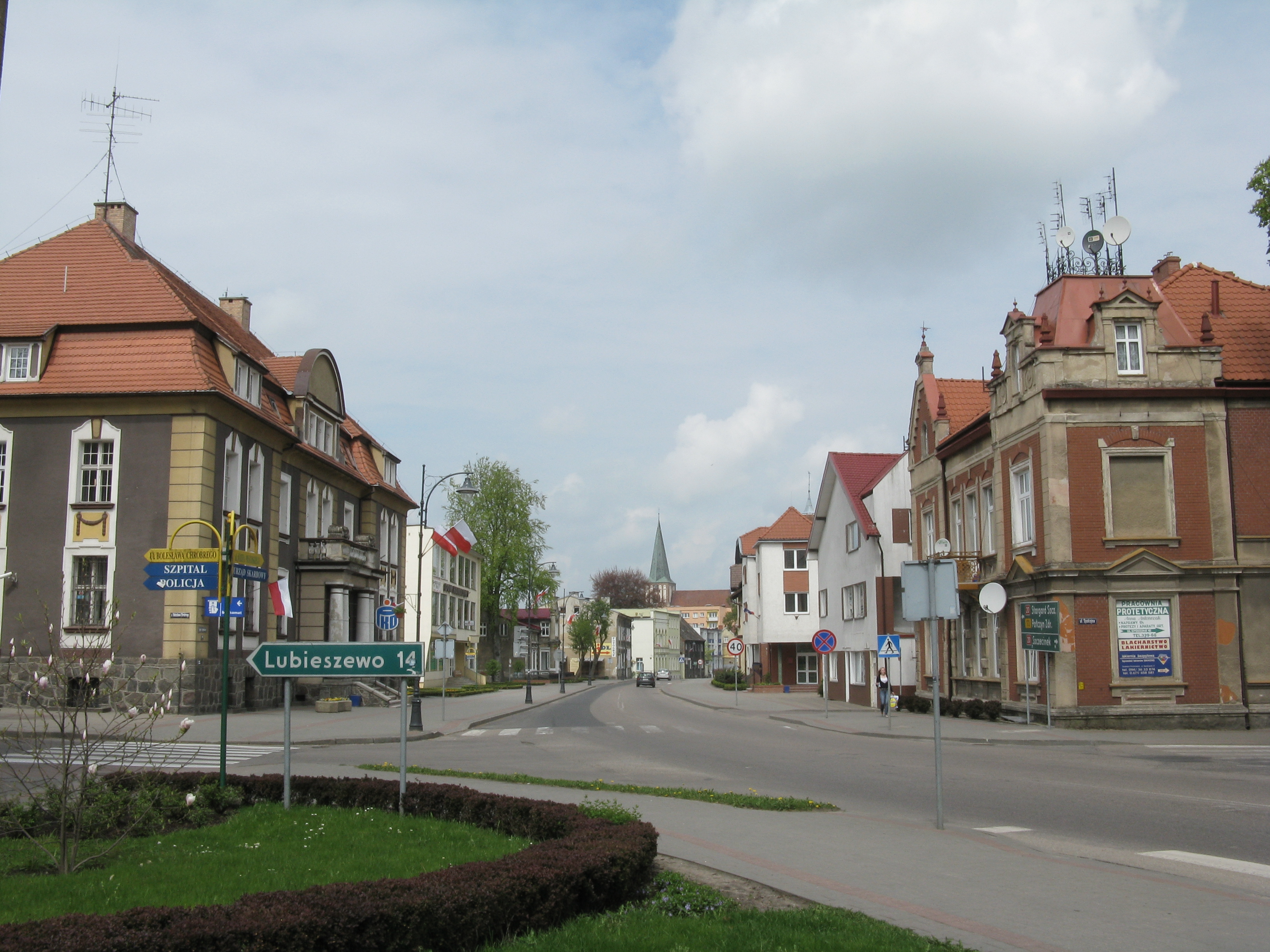
Hauptstraße

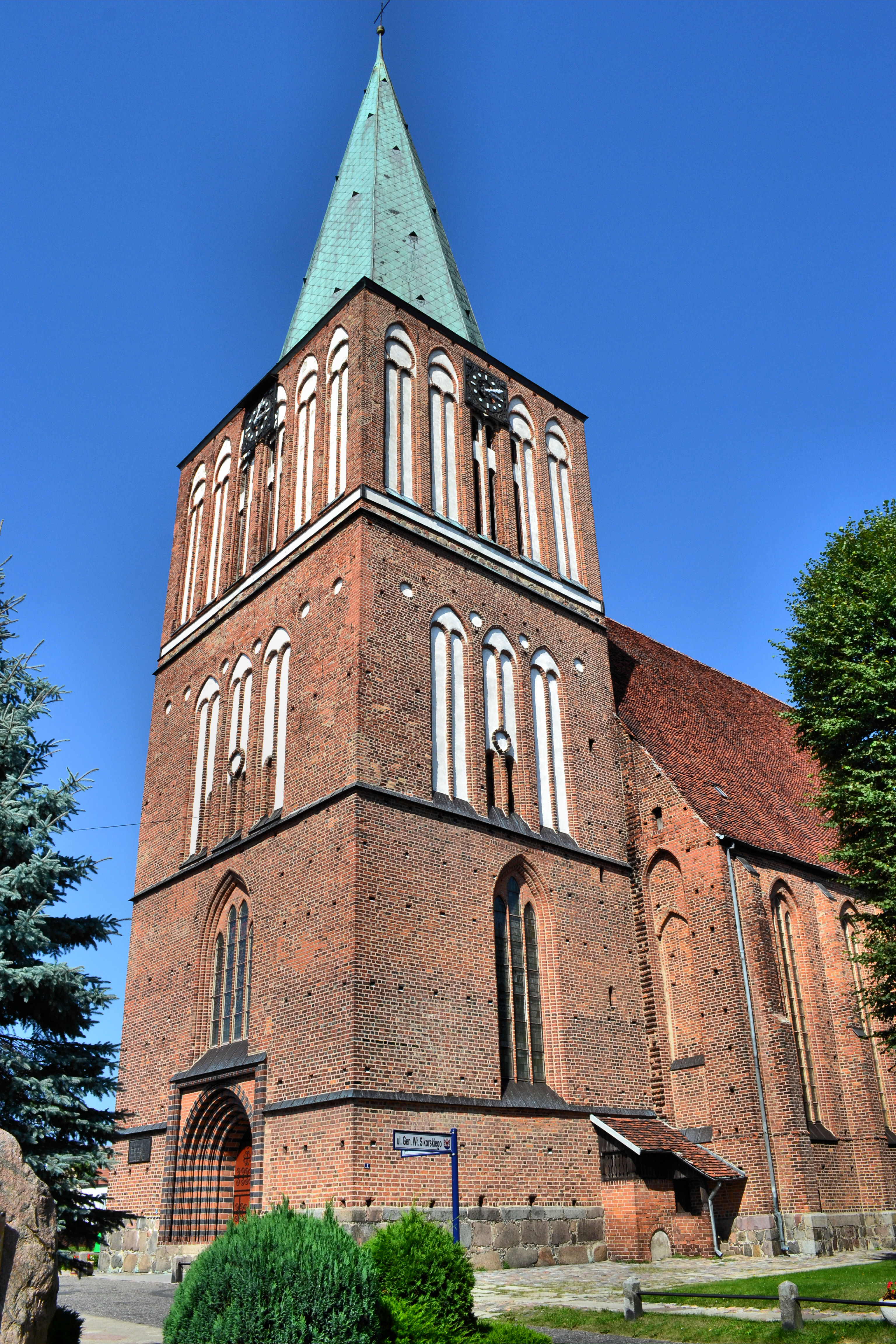
Auferstehungskirche (bis 1945 St. Marien, evangelisch)

Als nach dem Ende der Befreiungskriege Preußen seine Territorialverwaltung neu ordnete, wurde Dramburg 1818 zur Kreisstadt des gleichnamigen Kreises im pommerschen Regierungsbezirk Köslin erhoben. Die Pommersche Centralbahn erreichte 1877 die Stadt, die 1896 auch an das Saatziger Kleinbahnnetz angeschlossen wurde. Dies hatte zur Folge, dass sich mehrere Industriebetriebe des Holz- und Textilgewerbes ansiedelten. Vorteilhaft wirkte sich die Einrichtung der Hauptstation der Pommerschen Saatzucht Gesellschaft aus, die in Dramburg ihre Versuchsfelder betrieb.
Nach dem Ersten Weltkrieg, als viele Einwohner aus dem Gebiet des aufgrund der Bestimmungen des Versailler Vertrags 1920 eingerichteten Polnischen Korridor zuzogen, erweiterte sich Dramburg durch neue Wohngebiete im Süden der Stadt. Nach Auflösung der Provinz Grenzmark Posen-Westpreußen 1938 kam Dramburg zum Regierungsbezirk Schneidemühl. Während des Zweiten Weltkrieges betrieb die SS eine große Kradfahrer- und Mechanikerschule. Sowjetische und polnische Truppen eroberten am 4. März 1945 die Stadt, deren Stadtzentrum während der Kämpfe zum großen Teil zerstört wurde.
Nach Ende des Zweiten Weltkriegs wurde Dramburg im Sommer 1945 von der sowjetischen Besatzungsmacht gemäß dem Potsdamer Abkommen zusammen mit Hinterpommern unter polnische Verwaltung gestellt. Danach begann die Zuwanderung polnischer Bevölkerung. Soweit die deutschen Stadtbewohner nicht geflohen waren, wurden sie in der darauf folgenden Zeit von der örtlichen polnischen Verwaltungsbehörde aus Dramburg vertrieben.
1950 erfolgte die Umbenennung in Drawsko Pomorskie. Bis 1975 war die Stadt Verwaltungszentrum eines Powiats. Nach der Verwaltungsreform von 1999 erhielt sie diesen Status zurück.

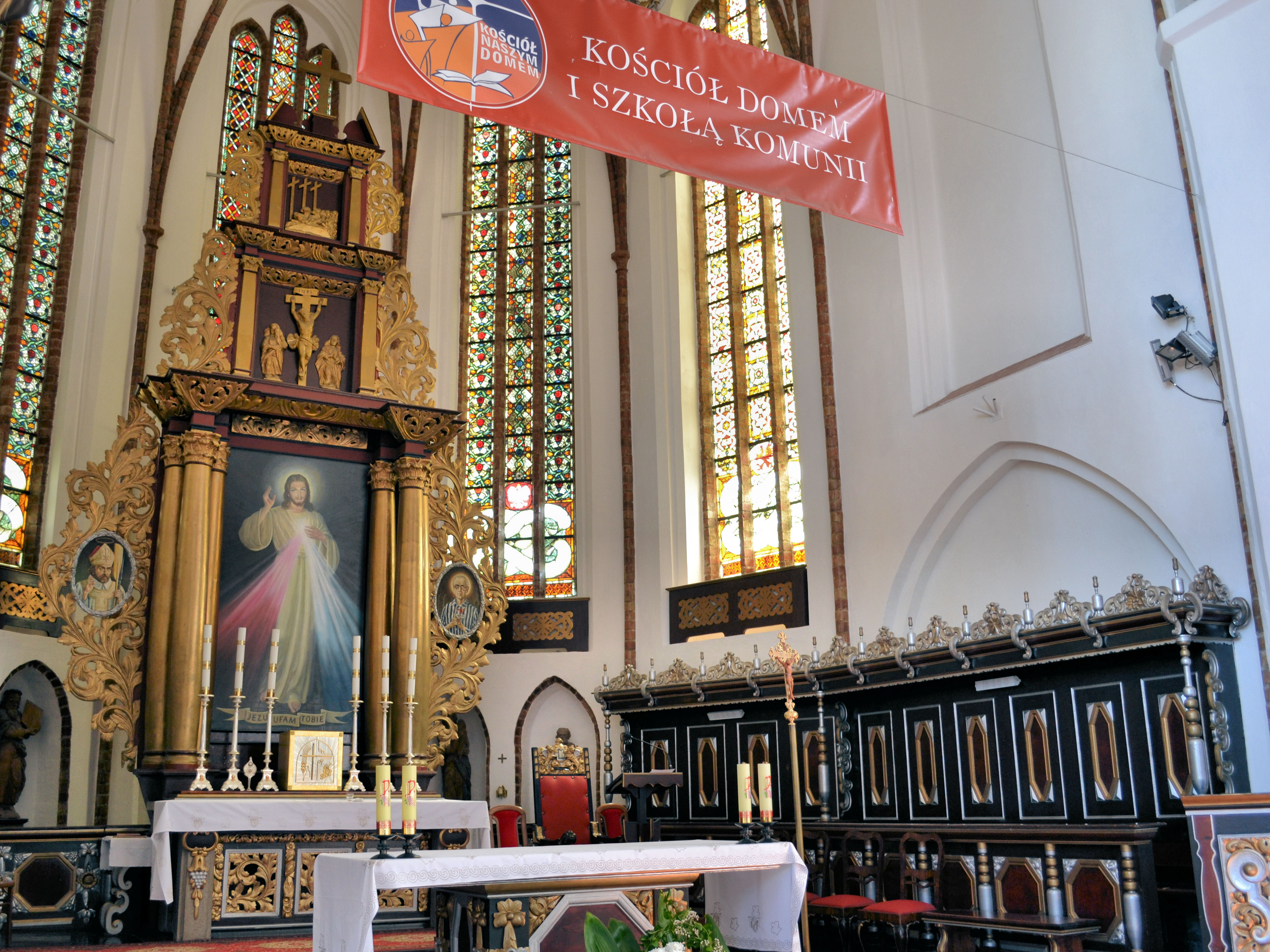
Auferstehungskirche, Altar

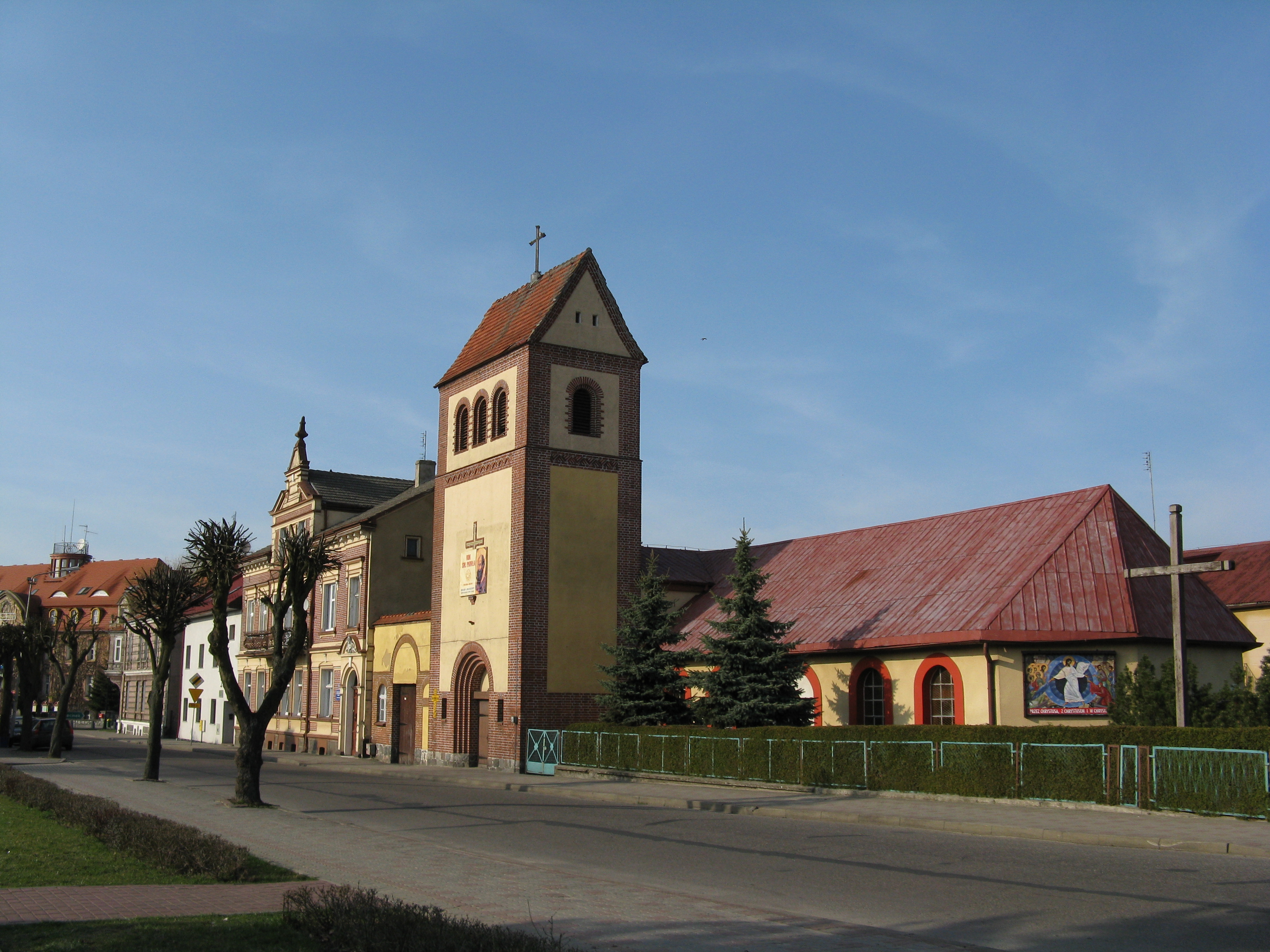
Apostel-Paulus-Kirche

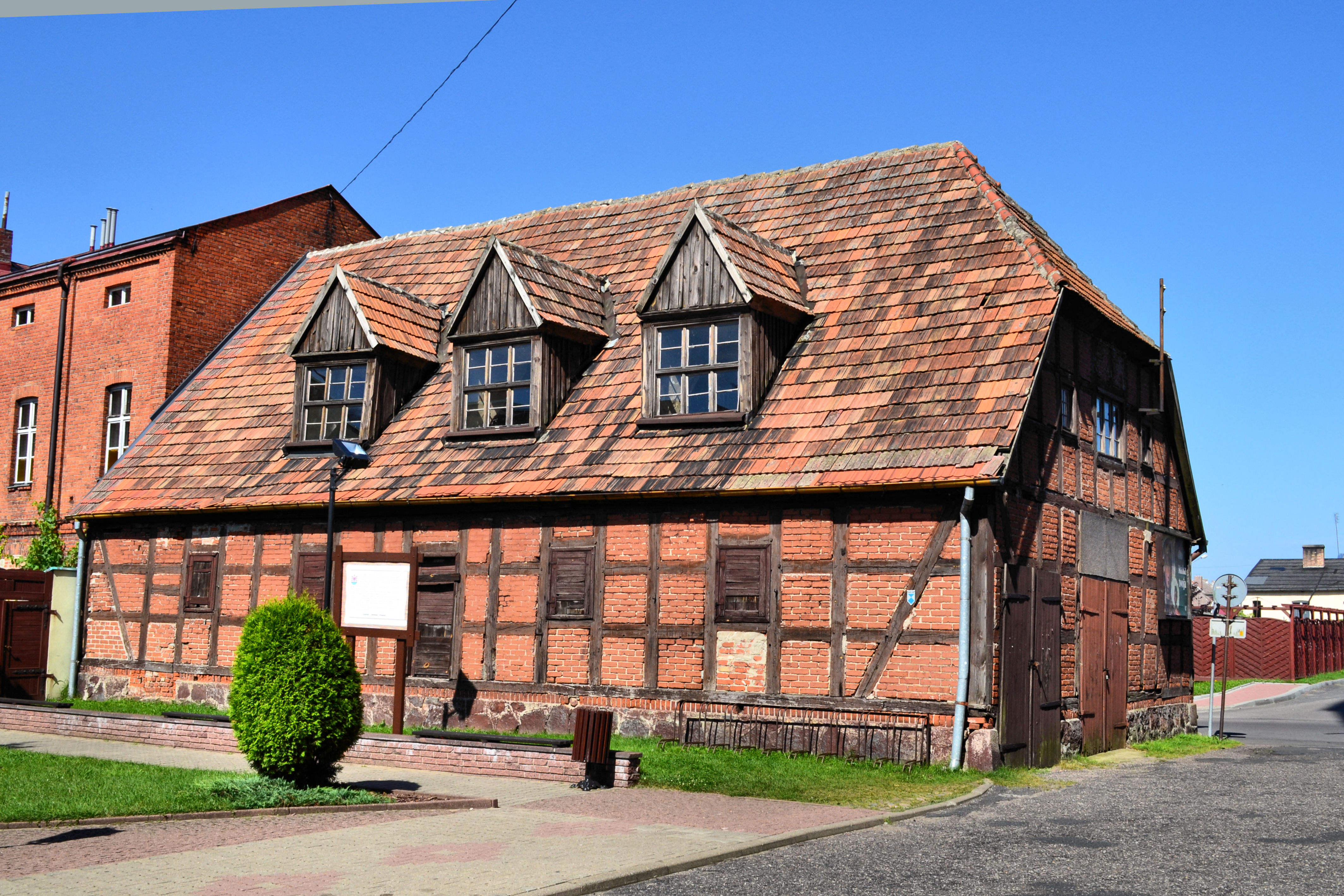
Historischer Salzspeicher

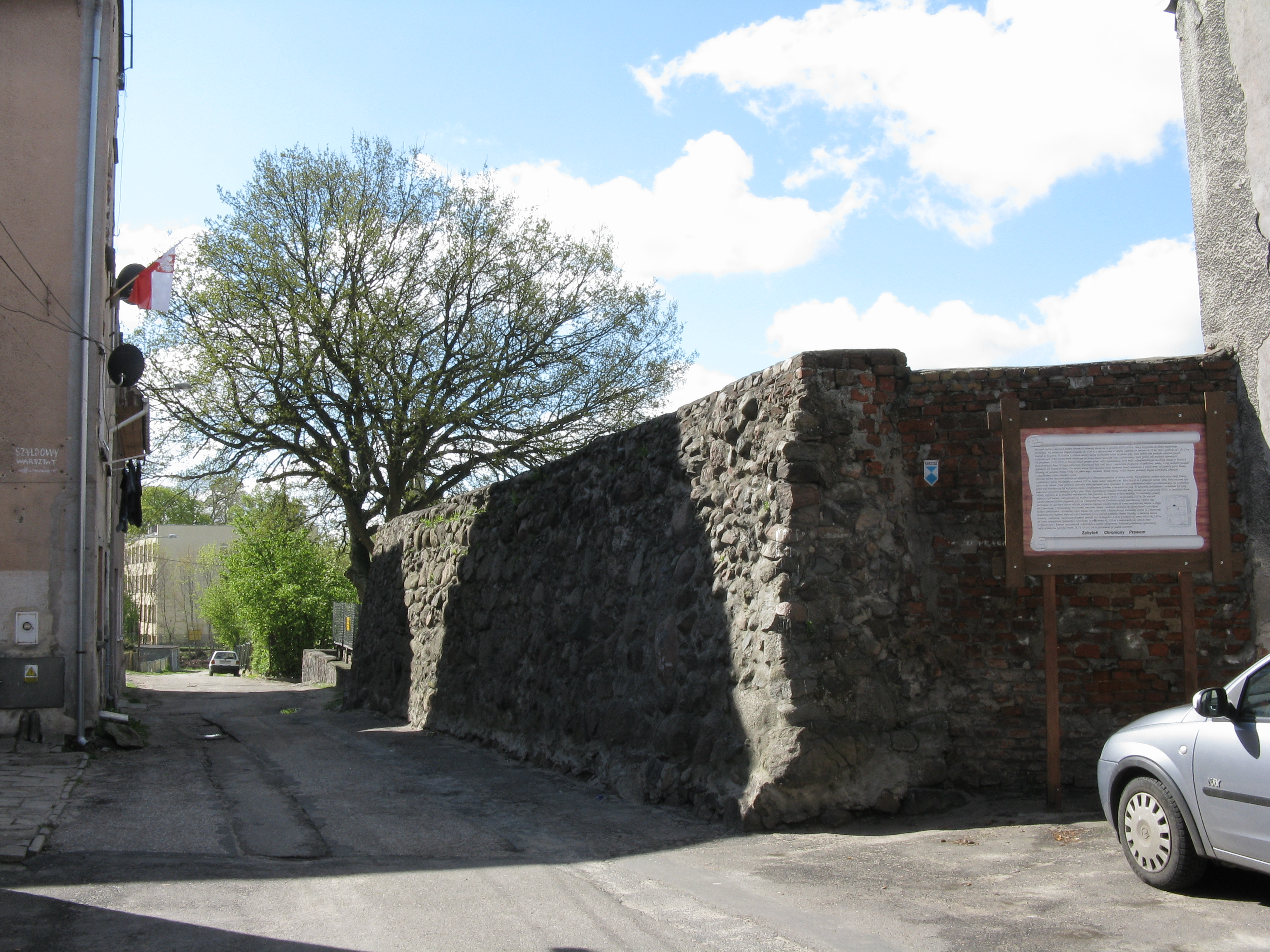
Stadtmauer

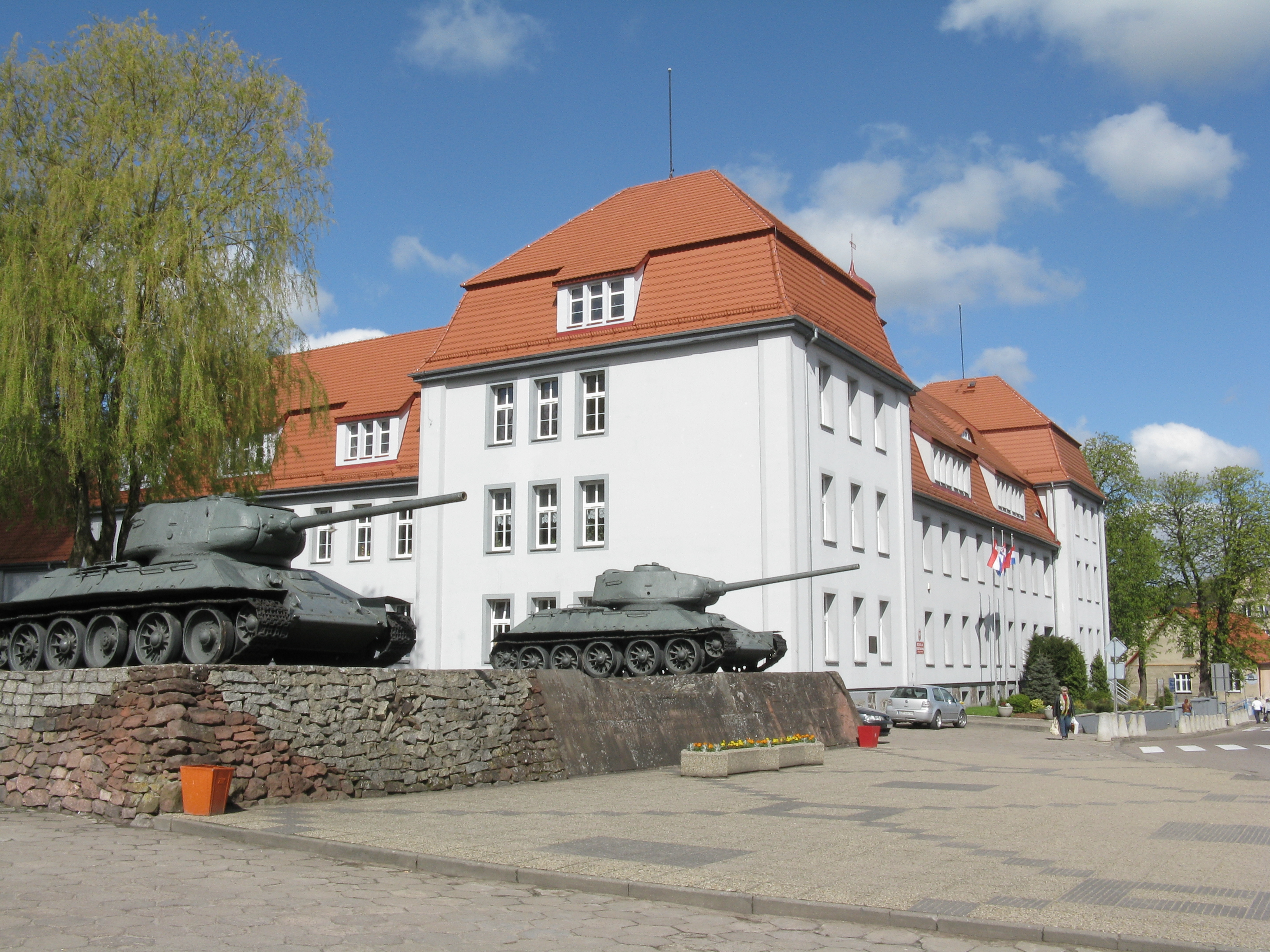
Grundschule mit Panzerdenkmal

## Demographie
| Jahr | Einwohner | Anmerkungen                                                                                        |
| ---- | --------- | -------------------------------------------------------------------------------------------------- |
| 1719 | 0757      | [ 5 ]                                                                                              |
| 1750 | 1312      | [ 5 ] [ 6 ]                                                                                        |
| 1801 | 1558      | darunter drei Judenfamilien mit 38 Individuen                                                      |
| 1816 | 1808      | darunter acht Katholiken und 49 Juden                                                              |
| 1831 | 2667      | darunter sieben Katholiken und 87 Juden                                                            |
| 1843 | 3413      | darunter drei Katholiken und 121 Juden                                                             |
| 1852 | 4004      | darunter zehn Katholiken und 169 Juden                                                             |
| 1861 | 4847      | darunter zehn Katholiken, 186 Juden und drei Mitglieder der Freien Gemeinde oder Deutschkatholiken |
| 1875 | 5626      | [ 7 ]                                                                                              |
| 1880 | 6049      | [ 7 ]                                                                                              |
| 1890 | 5923      | darunter 38 Katholiken und 165 Juden                                                               |
| 1900 | 5883      | meist Evangelische                                                                                 |
| 1925 | 6358      | [ 7 ]                                                                                              |
| 1933 | 7314      | [ 7 ]                                                                                              |
| 1939 | 8091      | [ 7 ]                                                                                              |

| \| Jahr \| Einwohner \| Anmerkungen \| \| ---- \| --------- \| ----------- \| \| 1955 \| 06.300 \| [7] \| \| 1987 \| 10.706 \| [7] \| \| 2004 \| 11.781 \| [7] \| \| 2015 \| 11.454 \| [7] \| |           |             |
| Jahr | Einwohner | Anmerkungen |
| 1955 | 06.300    | [ 7 ]       |
| 1987 | 10.706    | [ 7 ]       |
| 2004 | 11.781    | [ 7 ]       |
| 2015 | 11.454    | [ 7 ]       |

## Städtepartnerschaften
Es bestehen Partnerschaften mit den Städten:
- Bad Bramstedt in Schleswig-Holstein, seit 1999
- Strasburg in Mecklenburg-Vorpommern, seit 2004
- Falkenburg (Złocieniec) in der polnischen Woiwodschaft Westpommern

## Sehenswürdigkeiten

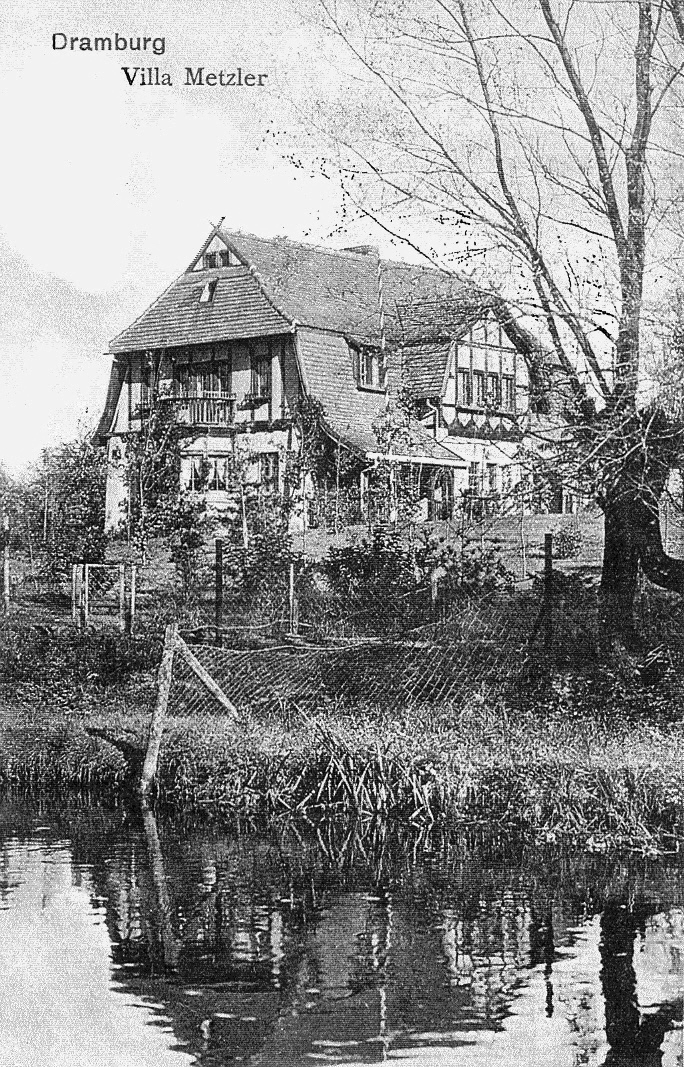
Villa Metzler nach einem Entwurf von Walter Gropius, 1906

- Bedeutendstes Baudenkmal der Stadt ist die spätgotische Auferstehungskirche (kościół p.w. Zmartwychwstania Pańskiego) aus dem 15. Jahrhundert, eine dreischiffige Hallenkirche aus Backstein. Der wuchtige Frontturms hatte seit dem Stadtbrand von 1620 auf einem schlichten Zeltdach eine Zwiebelhaube und erhielt zu Beginn des 20. Jahrhunderts seinen heutigen spitzen Turmhelm. Im Vorraum der Kirche (Turmhalle) befinden sich zwei große Buntglasfenster mit den Familienwappen v. Knebel-Doeberitz, v. Brockhausen, v. Griesheim, v. Zadow, v. Borcke und v. Grünberg. Diese waren bis 1945 die einflussreichsten Großgrundbesitzer des Kreises Dramburg. Die Fenster wurden 1914 anlässlich der Erneuerung der Turmhalle von den Familien gestiftet. Sie wurden in der Werkstatt W. Blaue, Berlin-Dahlem angefertigt. Durch Kriegseinwirkungen wurden sie stark beschädigt. Die Restaurierung hat der polnische Meister der Glasmalerei Krzysztof Mazurkiewicz, Köslin durchgeführt.
- Die neuromanische Apostel-Paulus-Kirche wurde von 1928 bis 1929 als erste katholische Kirche nach der Reformation im damaligen Dramburg errichtet.
- Reste der Stadtmauer aus dem 14. Jahrhundert
- Marktplatz mit teilweise erhaltener historischer Bebauung
- Fachwerk-Salzspeicher aus der Zeit um 1700
- Villa Metzler, Frühwerk von Walter Gropius von 1906

## Verkehr

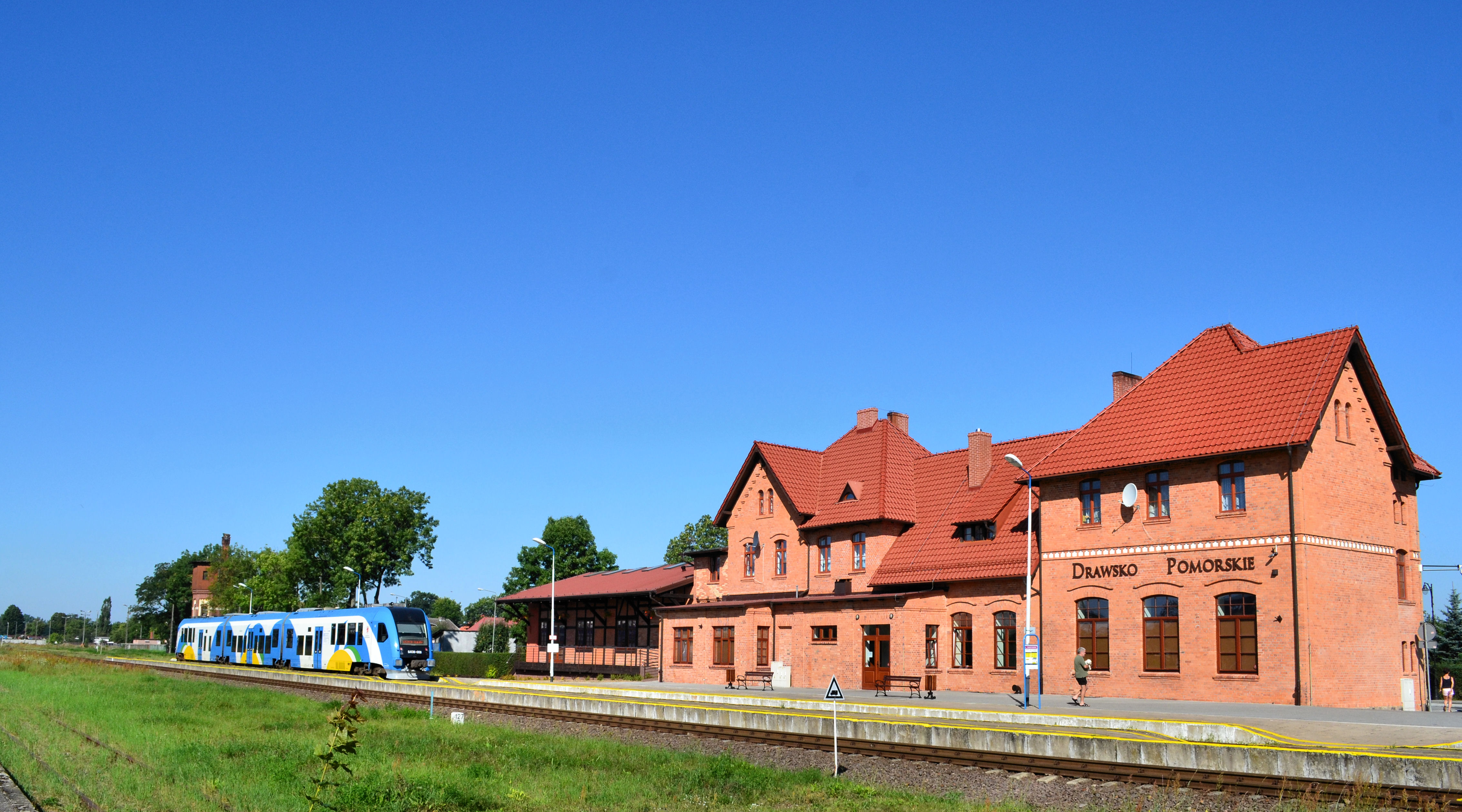
Bahnhof

Drawsko Pomorskie liegt an der Droga krajowa 20 (ehemalige deutsche Reichsstraße 158) Stargard–Gdynia. Des Weiteren führen von der Stadt aus die Woiwodschaftsstraßen (DW) DW 148 nach Starogard, die DW 173 nach Połczyn-Zdrój sowie die DW 175 nach Choszczno.
Die Stadt hat einen Bahnhof an der Bahnstrecke Chojnice–Runowo Pomorskie der Polnischen Staatsbahn (PKP).

## Persönlichkeiten

### Söhne und Töchter der Stadt
- Rudolf Hiller von Gaertringen (1801–1866), deutscher Gutsbesitzer und Politiker
- Ernst David Wagner (1806–1883), deutscher Komponist, Organist und Musikpädagoge
- Emil Doerstling (1859–1940), deutscher Maler
- Gustav Bundt (1867–1949), deutscher Arzt, Medizinalbeamter und Politiker (DNVP)
- Johannes Höffner (1868–1929), deutscher Schriftsteller und Zeitschriftenherausgeber
- Otto Pautsch (1873–1945), deutscher Lehrer, Landrat im Kreis Lebus
- Cornelius Kutschke (1877–1968), deutscher Bauingenieur, Sachverständiger bei der deutschen Friedensdelegation in Versailles
- Max Wardin (1884–1939), deutscher Politiker (SPD), stellvertretendes Mitglied im Preußischen Staatsrat
- Kurt-Werner Basarke (1901–1991), Landrat
- Hanna Stephan (1902–1980), deutsche Schriftstellerin
- Hans Stephan (1902–1973), deutscher Architekt
- Fritz Manasse (1904–2006), deutscher Jurist
- Ernst Moritz Manasse (1908–1997), deutscher Philosoph und Klassischer Philologe
- Hans Wolter (1911–1978), deutscher Physiker, Professor an der Universität Marburg
- Willy Quandt (1912–1968), deutscher Pfarrer und Leiter des Evangelischen Pfarrhausarchivs im Lutherhaus Eisenach
- Hans Ulrich Kempski (1922–2007), deutscher Journalist, Chefkorrespondent der Süddeutschen Zeitung
- Heinz Münchow (* 1929), deutscher Schriftsteller, Regisseur und Funkmoderator (Pseudonym: Torsten Koesslin)[10]
- Horst Sagert (1934–2014), deutscher Regisseur, Bühnen- und Kostümbildner
- Erhard Pachaly (1934–2012), deutscher Historiker, Professor an der Hochschule der Deutschen Volkspolizei
- Dieter Nerius (* 1935), deutscher Sprachwissenschaftler
- Rüdiger Pauli (1935–2001), deutscher Grafiker
- Hans-Hermann Karl Engel (* 1936), deutscher Unternehmer, Entwickler moderner Hochseefischerei-Methoden und Fanggeräte
- Harms Staecker (* 1936), deutscher Politiker (CDU)
- Jürgen Kupfer (* 1938), deutscher Elektrotechniker und Hochschullehrer
- Winfried Ulrich (* 1941), deutscher Germanist und Sprachwissenschaftler
- Helga Stan-Lotter (* 1943),  deutsch-österreichische Mikrobiologin, Biochemikerin, Astrobiologin und Hochschullehrerin
- Sybille Volkholz (* 1944), deutsche Politikerin (AL, Grüne), ehemalige Senatorin für Schulwesen, Berufsbildung und Sport in Berlin

### Weitere Persönlichkeiten, die mit der Stadt in Verbindung stehen
- August Froehlich (1891–1942), römisch-katholischer Priester, Pfarrer in Rathenow, Widerstandskämpfer gegen das NS-Regime, starb im KZ Dachau

## Gmina Drawsko Pomorskie

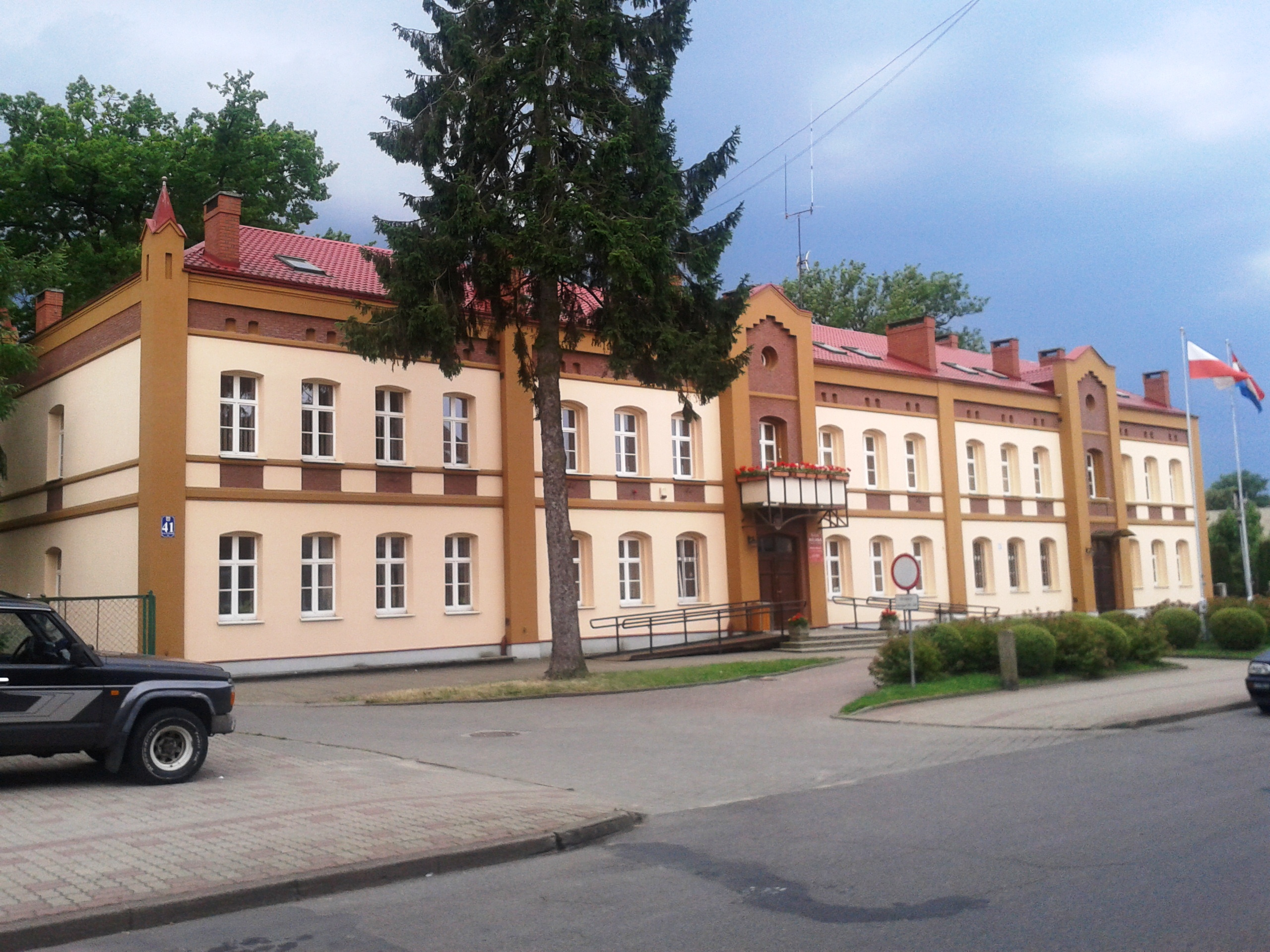
Das Amt der Gemeinde und Stadt - Drawsko Pomorskie (Dramburg)

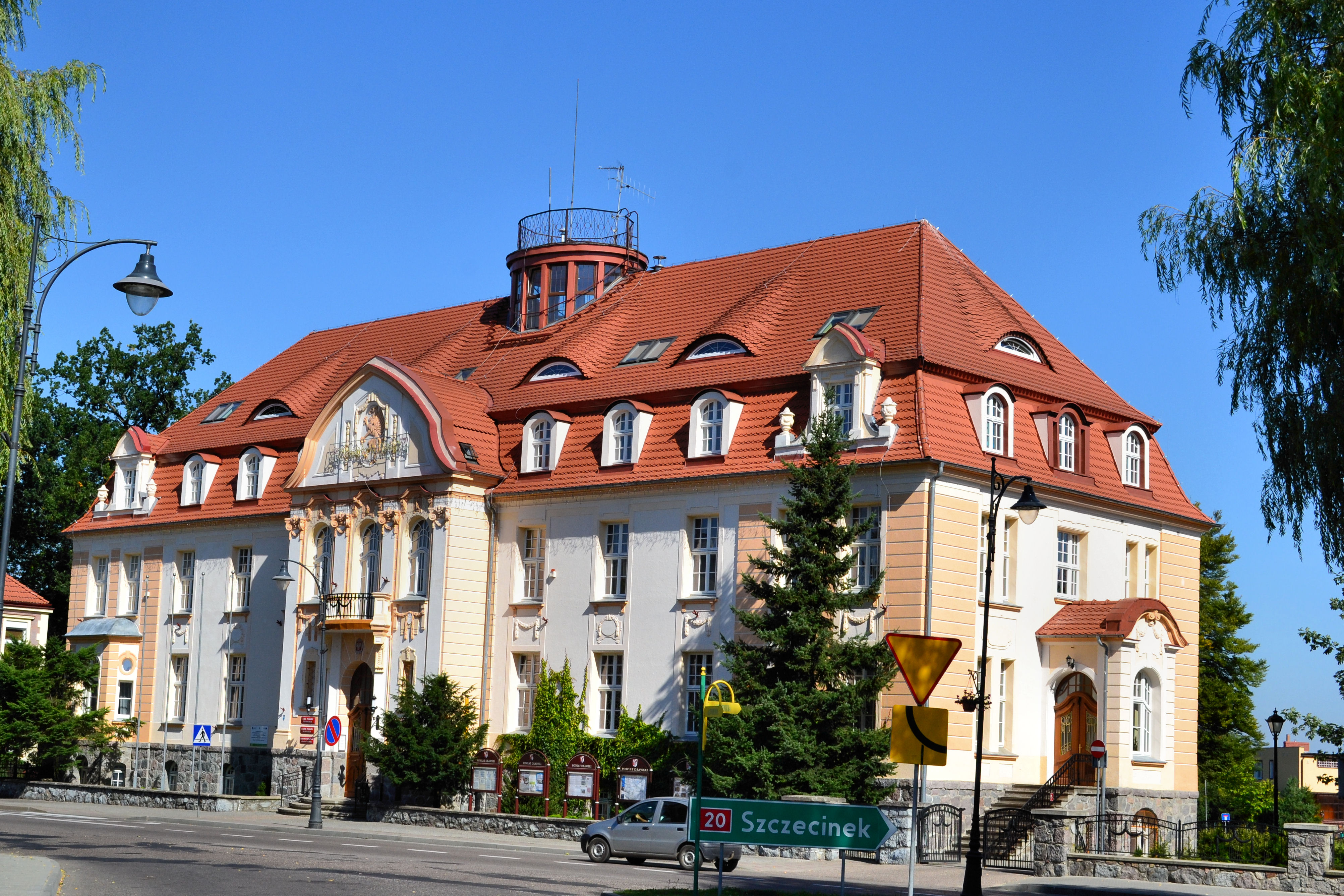
Sitz der Landkreisverwaltung für das Powiat Drawski

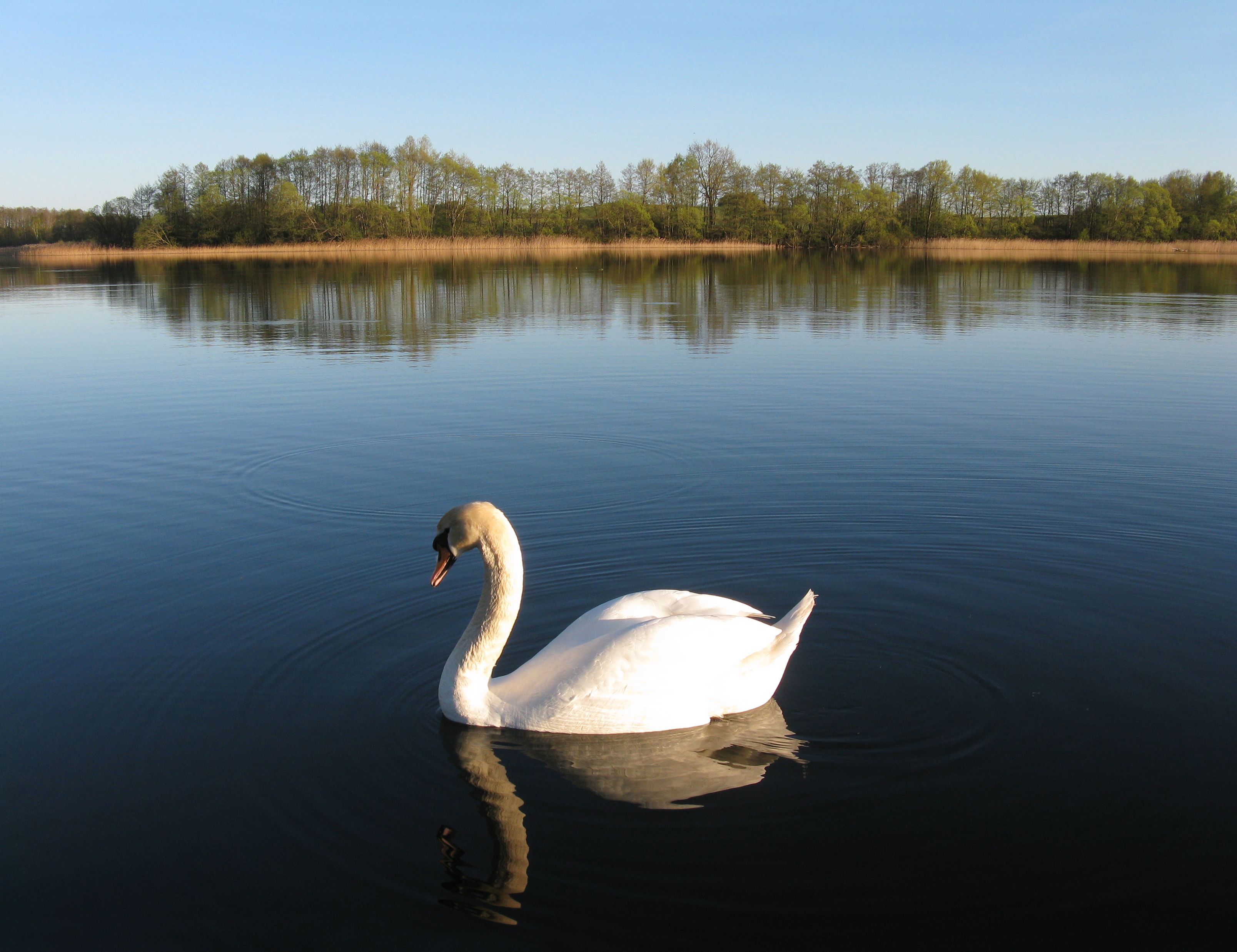
Jezioro Okra

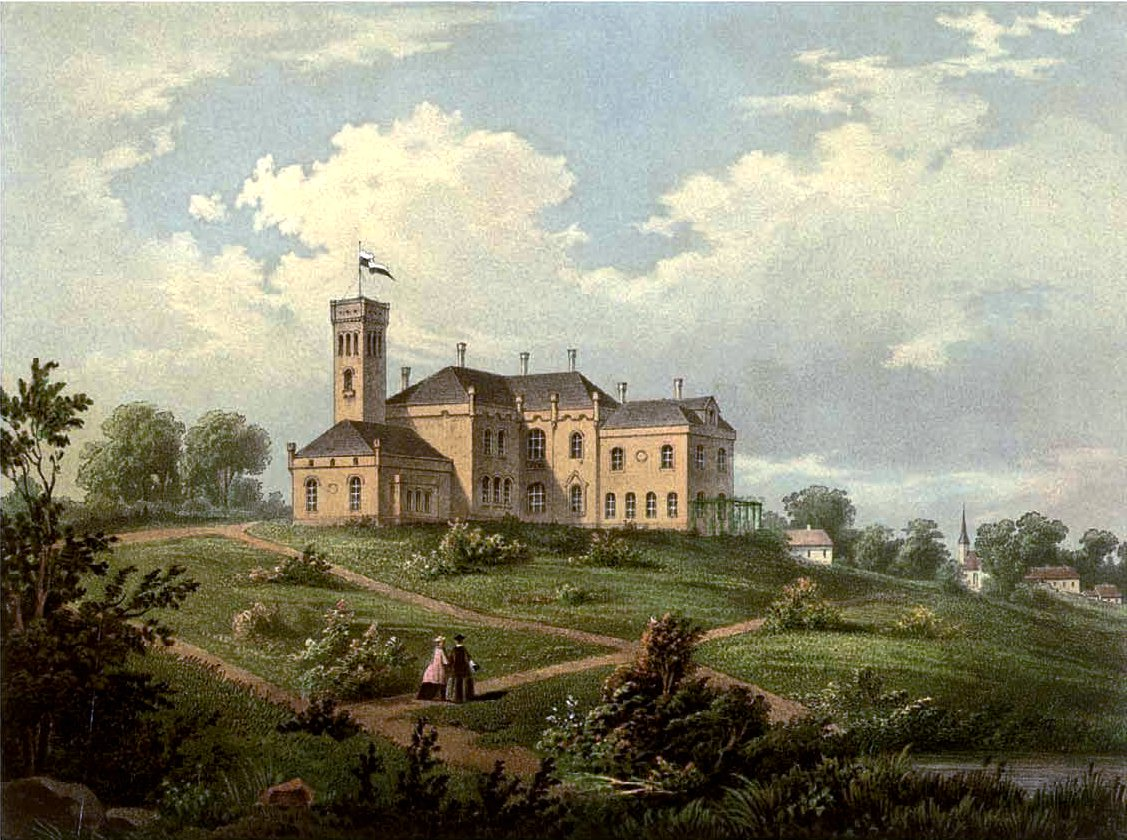
Gut Zuelshagen

Die Stadt- und Landgemeinde Drawsko Pomorskie umfasst eine Fläche von 344 km² und zählt mehr als 16.000 Einwohner.
Das ländliche Gebiet der Gemeinde ist in 18 Schulzenämter aufgeteilt, denen weitere Ortschaften zugeordnet sind:
- Borne (Born), mit Jutrosin (Morgenland) und Kolno (Steinbeck)
- Dalewo (Dalow)
- Dołgie (Dolgen), mit Grzybno (Charlottenhof) und Węglin (Sabinenhof)
- Gudowo (Baumgarten)
- Jankowo (Janikow), mit Kumki (Kümken), Krzynno, Ustok (Heinrichsfelde) und Zbrojewo (Hohenheide)
- Jelenino (Annaberg), mit Szczytniki (Groß Schönberg)
- Konotop (Köhntöpf), mit Karwice (Karwitz) und Żołędowo (Mittelfelde)
- Łabędzie (Labenz)
- Linowno (Woltersdorf)
- Mielenko Drawskie (Klein Mellen), mit Oleszno (Welschenburg), Woliczno (Golz) und Ziemsko (Zamzow)
- Nętno (Nuthagen), mit Lasocin (Friedewald)
- Ostrowice (Wusterwitz), mit Donatowo (Dohnafelde)
- Przytoń (Pritten), mit Karpno (Karpen), Kiełpin (Kölpin), Przystanek (Neu Pritten) und Tęczyn
- Rydzewo (Rützow)
- Suliszewo (Zülshagen), mit Zagórki (Hünenberg)
- Zagozd (Neu Schönwalde), mit Cianowo (Jakobsdorf), Gajewo und Gajewko (Eichforst)
- Zarańsko (Sarranzig), mit Roztoki (Wedellshof)
- Żółte (Schilde), mit Olchowiec (Aalkist) und Żółcin (Neu Schilde)